# Новоселицький район
Новосе́лицький райо́н — колишній район Чернівецької області України, розташований на межі Буковини та Бессарабії. Адміністративний центр — місто Новоселиця.
17 липня 2020 року район було ліквідовано внаслідок адміністративно-територіальної реформи, а його територія відійшла до новоутворених  Чернівецького та Дністровського районів.

## Географія
Новоселицький район розташований у лісостеповій зоні, в південно-східній частин області на лівому березі річки Прут. Межує із Заставнівським, Хотинським, Кельменецьким, Герцаївським районами, містом Чернівці, Республікою Молдова та Румунією.
Районний центр — місто Новоселиця, розташоване на автошляху Чернівці — Кишинів — Одеса.
Відстані: до Чернівців залізницею — 25 км, шосейними дорогами — 35 км.
Площа району: 738 км², 9 % від території області.
Корисні копалини: глина, пісок, гіпс, гравійно-галечникові відклади.

## Адміністративний устрій
Район адміністративно-територіально поділяється на 1 міську раду та 30 сільських рад, які об'єднують 43 населені пункти (одне місто та 42 села) та підпорядковані Новоселицькій районній раді.
Місцеві ради: одна районна, де 62 депутати; одна міська, де 30 депутатів; сільських — 30, де 530 депутатів.

## Економіка

### Промисловість
Кількість промислових підприємств — 15.
Структура промислового виробництва така:
- харчова промисловість − 53,3 %,
- виробництво будівельних матеріалів — 20,0 %,
- інші галузі — 6,7 %.

### Сільське господарство
Сільськогосподарських підприємств — 25: СТОВ — 6, ТОВ — 1, СФГ — З, СВК — 9. АПОП — 3. СК — 3.
Рілля — 47,6 тис. га. Зрошувальних земель немає. Осушені землі — 19,4 тис. га. Пасовища — 7,2 тис. га.
Основні галузі рослинництва — вирощування зернових, цукрових буряків, соняшнику. Основні галузі тваринництва: скотарство і свинарство.

## Транспорт
Територією району проходить автошлях E85.

## Населення
Розподіл населення за віком та статтю (2001):
| Стать | Всього | До 15 років | 15-24 | 25-44  | 45-64  | 65-85 | Понад 85 |
| --- | ------ | ----------- | ----- | ------ | ------ | ----- | -------- |
| Чоловіки | 40 749 | 8648        | 6019  | 12 286 | 8479   | 5042  | 275      |
| Жінки | 46 707 | 8471        | 6290  | 12 276 | 10 459 | 8555  | 656      |
| \| Статево-вікова піраміда \| Статево-вікова піраміда \| Статево-вікова піраміда \| \| ----------------------- \| ----------------------- \| ----------------------- \| \| Чоловіки \| Вік \| Жінки \| \| 275 \| 85 + \| 656 \| \| 524 \| 80-84 \| 1075 \| \| 921 \| 75-79 \| 2014 \| \| 1643 \| 70-74 \| 2610 \| \| 1954 \| 65-69 \| 2856 \| \| 2071 \| 60-64 \| 2851 \| \| 1523 \| 55-59 \| 2076 \| \| 2319 \| 50-54 \| 2716 \| \| 2566 \| 45-49 \| 2816 \| \| 3166 \| 40-44 \| 3231 \| \| 3039 \| 35-39 \| 2995 \| \| 3007 \| 30-34 \| 2929 \| \| 3074 \| 25-29 \| 3121 \| \| 3122 \| 20-24 \| 3049 \| \| 2897 \| 15-20 \| 3241 \| \| 3273 \| 10-14 \| 3285 \| \| 2934 \| 5-9 \| 2794 \| \| 2441 \| 0-4 \| 2392 \| |        |             |       |        |        |       |          |
| Статево-вікова піраміда |        |             |       |        |        |       |          |
| Чоловіки | Вік    | Жінки       |       |        |        |       |          |
| 275 | 85 +   | 656         |       |        |        |       |          |
| 524 | 80-84  | 1075        |       |        |        |       |          |
| 921 | 75-79  | 2014        |       |        |        |       |          |
| 1643 | 70-74  | 2610        |       |        |        |       |          |
| 1954 | 65-69  | 2856        |       |        |        |       |          |
| 2071 | 60-64  | 2851        |       |        |        |       |          |
| 1523 | 55-59  | 2076        |       |        |        |       |          |
| 2319 | 50-54  | 2716        |       |        |        |       |          |
| 2566 | 45-49  | 2816        |       |        |        |       |          |
| 3166 | 40-44  | 3231        |       |        |        |       |          |
| 3039 | 35-39  | 2995        |       |        |        |       |          |
| 3007 | 30-34  | 2929        |       |        |        |       |          |
| 3074 | 25-29  | 3121        |       |        |        |       |          |
| 3122 | 20-24  | 3049        |       |        |        |       |          |
| 2897 | 15-20  | 3241        |       |        |        |       |          |
| 3273 | 10-14  | 3285        |       |        |        |       |          |
| 2934 | 5-9    | 2794        |       |        |        |       |          |
| 2441 | 0-4    | 2392        |       |        |        |       |          |

Національний склад населення за даними перепису 2001 року:
| Національність | Кількість осіб | Відсоток |
| -------------- | -------------- | -------- |
| молдовани      | 50329          | 57,54 %  |
| українці       | 29703          | 33,96 %  |
| румуни         | 5904           | 6,75 %   |
| росіяни        | 1235           | 1,41 %   |
| поляки         | 85             | 0,10 %   |
| інші           | 205            | 0,23 %   |

Мовний склад населення за даними перепису 2001 року:
| Мова       | Кількість осіб | Відсоток |
| ---------- | -------------- | -------- |
| молдовська | 47841          | 54,70 %  |
| українська | 29803          | 34,08 %  |
| румунська  | 8131           | 9,30 %   |
| російська  | 1557           | 1,78 %   |
| польська   | 29             | 0,03 %   |
| інші       | 100            | 0,11 %   |

Етномовний склад населених пунктів району (рідна мова населення)
|                     | українська | молдовська | румунська | російська |
| Новоселицький район | 34,1       | 54,7       | 9,3       | 1,8       |
| ------------------- | ---------- | ---------- | --------- | --------- |
| м. Новоселиця       | 54,9       | 33,3       | 1,3       | 10,1      |
| с. Балківці         | 2,4        | 96,7       | 0,1       | 0,7       |
| с. Берестя          | 7,2        | 92,6       | -         | 0,2       |
| с. Бояни            | 6,3        | 28,7       | 63,5      | 0,9       |
| с. Гай              | 1,7        | 69,2       | 29,1      | -         |
| с. Ванчиківці       | 4,7        | 88,7       | 5,8       | 0,6       |
| с. Ванчинець        | 66,7       | 29,3       | -         | 4,1       |
| с. Динівці          | 3,5        | 69,9       | 26,2      | 0,4       |
| с. Довжок           | 96,0       | 2,4        | 0,1       | 1,5       |
| с. Драниця          | 2,2        | 97,3       | 0,1       | 0,4       |
| с. Негринці         | 4,1        | 94,7       | 0,1       | 0,9       |
| с. Жилівка          | 96,4       | 2,2        | 0,1       | 1,2       |
| с. Зелений Гай      | 95,4       | 3,5        | -         | 0,9       |
| с. Костичани        | 2,9        | 94,8       | 0,5       | 1,7       |
| с. Думени           | 1,0        | 97,5       | 0,5       | 0,9       |
| с. Новоіванківці    | 1,4        | 96,1       | 1,4       | 1,0       |
| с. Котелеве         | 83,3       | 15,9       | 0,1       | 0,7       |
| с. Магала           | 6,0        | 59,9       | 32,6      | 1,5       |
| с. Буда             | 14,2       | 54,3       | 30,7      | 0,7       |
| с. Остриця          | 1,4        | 38,2       | 60,1      | 0,3       |
| с. Прут             | 4,8        | 82,1       | 11,8      | 1,3       |
| с. Малинівка        | 4,1        | 87,7       | 7,3       | 0,9       |
| с. Мамалига         | 8,8        | 82,4       | 5,7       | 3,0       |
| с. Кошуляни         | 3,9        | 85,7       | 7,9       | 2,5       |
| с. Маршинці         | 5,1        | 93,2       | 0,5       | 1,2       |
| с. Несвоя           | 4,7        | 94,3       | 0,8       | 0,2       |
| с. Подвірне         | 97,6       | 1,2        | 0,1       | 1,1       |
| с. Припруття        | 2,1        | 96,3       | 0,3       | 1,2       |
| с. Боянівка         | 3,7        | 89,6       | 4,5       | 2,2       |
| с. Рокитне          | 3,0        | 95,1       | 1,7       | 0,2       |
| с. Рідківці         | 97,1       | 1,1        | 0,2       | 1,5       |
| с. Рингач           | 93,0       | 5,8        | 0,2       | 0,9       |
| с. Шишківці         | 96,5       | 2,7        | -         | 0,8       |
| с. Слобода          | 97,3       | 2,1        | -         | 0,5       |
| с. Ревківці         | 96,3       | 2,2        | 0,3       | 1,1       |
| с. Стальнівці       | 4,4        | 94,4       | 0,4       | 0,8       |
| с. Строїнці         | 4,1        | 94,8       | 0,5       | 0,5       |
| с. Тарасівці        | 1,9        | 94,6       | 2,8       | 0,5       |
| с. Топорівці        | 97,5       | 0,5        | 1,4       | 0,4       |
| с. Форосна          | 7,2        | 92,0       | 0,3       | 0,5       |
| с. Черленівка       | 3,1        | 67,2       | 28,9      | 0,8       |
| с. Чорнівка         | 98,4       | 0,7        | 0,0       | 0,7       |
| с. Щербинці         | 95,8       | 3,6        | -         | 0,2       |

Населення району — 86,7 тис. осіб, зокрема: міське — 8,3 тис. осіб, сільське — 78,4 тис. осіб.
Населення району на 1 лютого 2012 року становило 80 275 осіб.

### Найбільш поширені прізвища в районі
Андроник, Арсеній, Бабан, Бабин, Балан, Банар, Білік, Білик, Бота, Боклач, Боднар, Бойко, Бойчук, Бринзила,  Буздуган, Бежан, Беженар,  Бурлака, Буженіца, Бордіян, Бодян, Безушка, Вайпан, Ватаман Ватаману,  Вакарчук, Гавка, Гайсан, Галак,  Георгіца, Гарасим, Гульпе, Гурдіш, Гургіш, Гостюк, Даскалюк, Динту, Дирда, Дорофтей, Довганик, Дорош,  Дробот, Єремія, Єфтемій, Житарюк, Іванов, Ілащук, Істратій, Каланча, Каптар, Каптарь, Каптару, Карп, Катан, Кочервей, Катаранчук, Кіцак, Келя, Кирилюк, Кіореско, Кожокар, Кордунян, Кучук, Кушнір, Лисак, Лунгу, Лупой, Макаренко, Мельник,  Мельничук,  Мігалчан, Молдован, Москалюк, Морар, Морарь, Морару, Мунтян, Мунтяну, Нікорич, Никорич, Нікоріч, Ністрян, Парпауц, Паскар, Паскарь, Паскару, Пашалик, Попович, Попов, Паладій, Постолатій, Присакар, Раца, Роман, Романюк, Ротар, Ротарь, Ротару, Руснак, Руссу, Рябко, Рурак, Рошка, Савка, Савчук, Саїнчук, Скорокиржа, Скрипник, Тома, Трипадуш, Унгурян, Федоряк,  Цуркан, Чебан, Чеботар, Чеботарь, Чеботару, Чорний,  Чубрей, Чупак, Штефанеса, Шугані,  Юрій, Якобець.

## Символика району

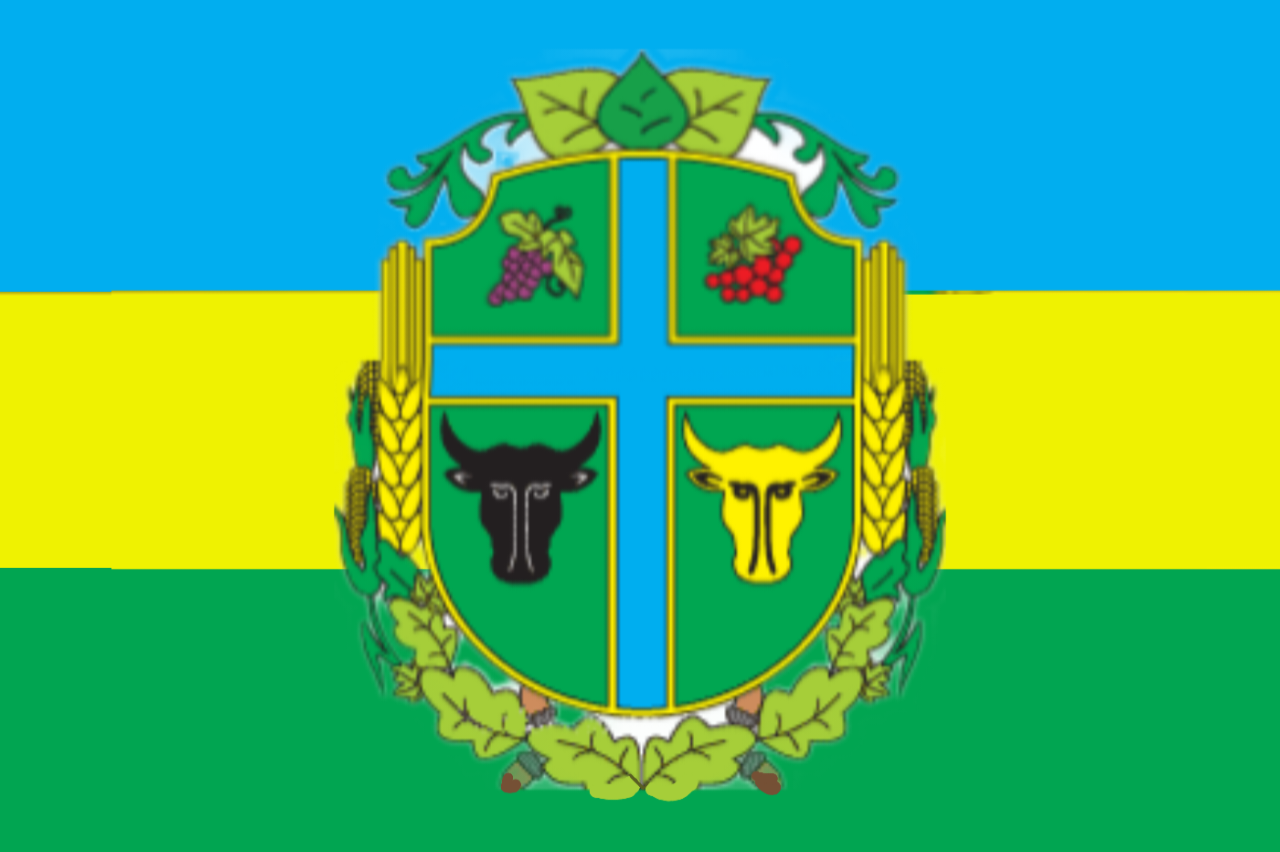
Прапор Новоселицького району
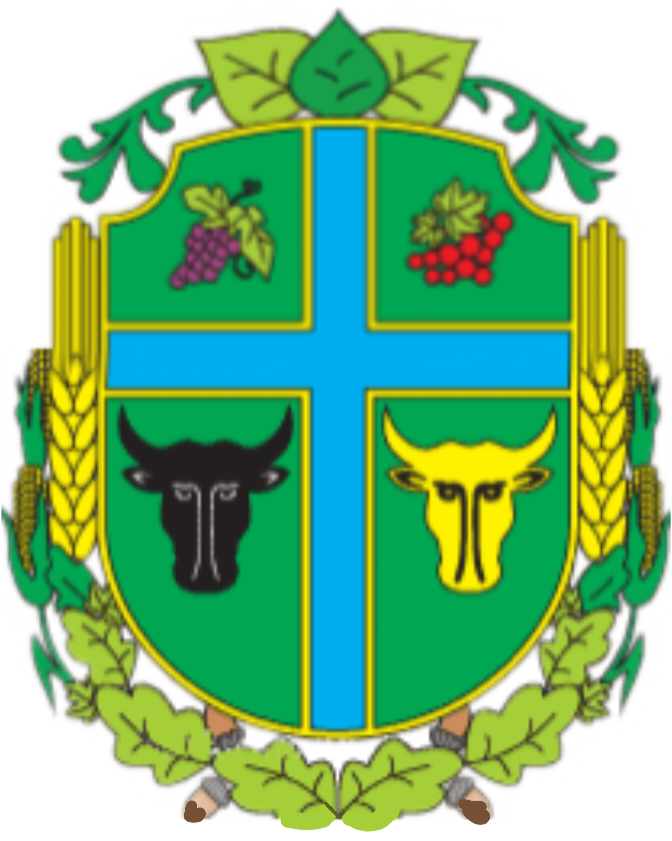
Герб Новоселицького району

## Політика
25 травня 2014 року відбулися Президентські вибори України. У межах Новоселицького району були створені 43 виборчі дільниці. Явка на виборах складала — 51,63 % (проголосували 33 552 із 64 982 виборців). Найбільшу кількість голосів отримав Петро Порошенко — 54,59 % (18 315 виборців); Юлія Тимошенко — 18,07 % (6 064 виборців), Олег Ляшко — 10,37 % (3 481 виборців), Сергій Тігіпко — 4,23 % (1 418 виборців), Анатолій Гриценко — 2,28 % (765 виборців). Решта кандидатів набрали меншу кількість голосів. Кількість недійсних або зіпсованих бюлетенів — 2,27 %.

## Освіта
У районі функціонує 35 загальноосвітніх навчальних закладів, зокрема 2 гімназії в місті Новоселиця та селі Бояни, районний ліцей у Новоселиці, 25 шкіл І-ІІІ ступенів та 7 шкіл I—II ступенів. Усього в школах району навчається 11808 учнів. У Новоселиці є медичний коледж.

## Охорона здоров'я
Працює КУ «Новоселицька центральна районна лікарня» та 5 дільничних лікарень району. 20 ФАПІв, 9 амбулаторій. Потужність лікарень району — 381 ліжко. Працюють 3 приватних стоматологічних кабінети, 6 аптек, 18 аптечних кіосків.

## Культура
У районі працює 2 районні бібліотеки, 39 сільських філій. Клубні установи та будинки культури — 34, кінотеатри — 2, кіноустановки — 24, музичні школи — 3 і 9 їх філіалів, художня школа, Будинок дитячої творчості.

## Особистості
- Агратіна Георгій — музикант, заслужений артист України.
- Амброжевич (В'ячеслав) Чеслав — (нар. 29.08.1900, м. Новоселиця — пом. 1954, м. Сібіу, Румунія) — археолог, педагог, доктор природничих наук (1927), професор.
- Балюк Вадим Володимирович (нар. 1991) — старший лейтенант Збройних сил України, учасник російсько-української війни.
- Бенджамін Чарльз Грюнберг — американський ботанік і педагог.
- Бойко Олександр Дмитрович — український історик та політолог, професор, доктор політичних наук, ректор Ніжинського державного університету імені Миколи Гоголя.
- Бойко Тихон Максимович — громадський діяч, військовий; сотник Армії УНР.
- Бурлака Сергій Вікторович (1977—2016) — солдат Збройних сил України, учасник російсько-української війни.
- Ватаману Іон — румунський письменник (поет, прозаїк, перекладач), вчений у галузі хімії, кандидат хімічних наук. Був членом Спілки письменників СРСР.
- Єфтеньєв Руслан Іванович — спортсмен. Майстер спорту СРСР по велоспорту на треку.
- Задорожний Василь Георгійович (нар. 1948) — професор, д.х.н, Майстер спорту СРСР.
- Загрійчук (Філонюк) Тетяна Анатоліївна (нар. 1984) — українська спортсменка-легкоатлетка. Спеціалізувалася в бігу на довгі дистанції; майстер спорту України міжнародного класу.
- Каптар Федір — музикант, заслужений працівник культури України.
- Кіріл Георгій — заслужений тренер України, майстер спорту з боротьби дзюдо і самбо.
- Локтєв Юрій Геннадійович — Майстер спорту по волейболу. Працював тренером волейбольних команд ЦСКА (Москва), молодіжної збірної СРСР.
- Лупу Наталія — український легкоатлетка, учасниця олімпіади, спеціалізується в бігу на 800 метрів.[7][8]
- Ляхович Микола — доктор історичних наук.
- Марандюк Михайло — семиразовий чемпіон світу з шахової композиції.
- Михайло Назарович Марандюк (нар. 17 січня 1949) — шаховий композитор; майстер спорту СРСР (1978), міжнародний гросмейстер з шахової композиції (2004). Інженер-механік
- Мозговий Микола — український естрадний співак, композитор-пісняр, народний артист України (1993), заслужений артист України, кавалер ордена кн. Ярослава Мудрого.
- Новицький Віктор Володимирович (нар. 1951) — український математик.
- Пантазі Григорій (Ґріґорє) — (24.01 / 6.02.1872 — 09.06.1939) був видатним діячем культури, визнаним за його значний внесок у різні галузі мистецтва, включаючи театральну режисуру, музику, акторську майстерність, хореографію, живопис і скульптуру.
- Попичук Дмитро — український виконавець на народних інструментах, заслужений діяч мистецтв України.
- Риндюк Валентина — заслужена вчителька України.
- Раца Дмитро — заслужений лікар України, кандидат медичних наук.
- Ротару Ауріка — співачка, заслужена артистка України.
- Ротару Софія — співачка, народна артистка СРСР, народна артистка України і Молдови.
- Сабадаш Степан — композитор, заслужений діяч мистецтв України.
- Саблук Анна Іванівна (нар. 1947) — письменниця.
- Сандулеса Лілія — співачка, народна артистка України.
- Хамзін Олександр Резанурович — Спортсмен. Майстер спорту України по самбо.
- Юрій Сергій — доктор економічних наук.